# Краснощёкий муравей
Краснощёкий муравей (лат. Formica rufibarbis) — вид средних по размеру муравьёв подрода Serviformica рода Formica (Формика)
из подсемейства Формицины (Formicinae). От близкого вида Formica cunicularia отличается большим количеством отстоящих волосков на груди (более 3 пар). Служит объектом для рабовладельческих рейдов амазонок Polyergus rufescens и Formica sanguinea.

## Распространение
Характерен для западной Палеарктики (от Португалии до Западной Сибири).

## Классификация
Данный вид относится к подроду Serviformica, включающему самых примитивных представителей рода Formica.

## Красная книга
Внесён в Красную книгу Великобритании, хотя на континентальной Европе это обычный вид.
Включён в Красную книгу Челябинской области.